# Trophée de France 1994
 (signalé en juillet 2025).
Si vous disposez d'ouvrages ou d'articles de référence ou si vous connaissez des sites web de qualité traitant du thème abordé ici, merci de compléter l'article en donnant les références utiles à sa vérifiabilité et en les liant à la section « Notes et références ».
- Archive Wikiwix
- Bing
- Cairn
- DuckDuckGo
- E. Universalis
- Gallica
- Google
- G. Books
- G. News
- G. Scholar
- Persée
- Qwant
- (zh) Baidu
- (ru) Yandex
- (wd) trouver des œuvres sur Wikidata

Navigation
Édition précédente Édition suivante
Le Trophée de France est une compétition internationale de patinage artistique qui se déroule en France au cours de l'automne. Il accueille des patineurs amateurs de niveau senior dans quatre catégories: simple messieurs, simple dames, couple artistique et danse sur glace.
Le huitième Trophée de France est organisé du 15 au 19 novembre 1994 à la patinoire Charlemagne à Lyon. 

## Polémique autour du Trophée Lalique
Le traditionnel Trophée Lalique, qui existe depuis 1987, ne porte plus que le nom de Trophée de France. En effet, la fédération française des sports de glace a refusé de donner son accord à ses partenaires pour l'organisation d'une huitième édition. Un désaccord sur les droits de retransmissions télévisés est notamment avancé.
Le club de patinage des Français Volants de la patinoire du palais omnisports de Paris-Bercy et la SIPAS (Société Internationale de Productions Artistiques et Sportives) décident tout de même d'organiser un Lalique Trophée d'Or avec la société Lalique. Ce ne sera pas une compétition avec des patineurs amateurs mais un spectacle son et lumière avec des patineurs professionnels. Le spectacle s'est tenu la même semaine que le Trophée de France officiel, les 19 et 20 novembre 1994.

## Résultats

### Messieurs
| Rang | Nom                    | Pays       | Points | Prog. court | Prog. libre |
| ---- | ---------------------- | ---------- | ------ | ----------- | ----------- |
| 1    | Philippe Candeloro     | France     | 2.5    | 3           | 1           |
| 2    | Éric Millot            | France     | 2.5    | 1           | 2           |
| 3    | Michael Chack          | États-Unis | 4.0    | 2           | 3           |
| 4    | Vyacheslav Zahorodnyuk | Ukraine    | 6.0    | 4           | 4           |
| 5    | Zsolt Kerekes          | Hongrie    | 7.5    | 5           | 5           |
| 6    | Vasili Eremenko        | Ukraine    | 9.5    | 7           | 6           |
| 7    | Igor Pashkevich        | Russie     | 10.0   | 6           | 7           |
| 8    | Cornel Gheorghe        | Roumanie   | 12.0   | 8           | 8           |
| 9    | Sébastien Britten      | Canada     | 14.5   | 11          | 9           |
| 10   | Michael Hopfes         | Allemagne  | 15.0   | 10          | 10          |
| 11   | Markus Leminen         | Finlande   | 16.5   | 9           | 12          |
| 12   | Nicolas Pétorin        | France     | 18.0   | 14          | 11          |
| 13   | Matthew Hall           | Canada     | 19.0   | 12          | 13          |
| 14   | Shin Amano             | Japon      | 20.5   | 13          | 14          |

### Dames
| Rang | Nom                | Pays       | Points | Prog. court | Prog. libre |
| ---- | ------------------ | ---------- | ------ | ----------- | ----------- |
| 1    | Surya Bonaly       | France     | 2.5    | 3           | 1           |
| 2    | Tonia Kwiatkowski  | États-Unis | 3.0    | 2           | 2           |
| 3    | Michelle Kwan      | États-Unis | 5.0    | 4           | 3           |
| 4    | Marie-Pierre Leray | France     | 5.5    | 1           | 5           |
| 5    | Maria Butyrskaya   | Russie     | 7.0    | 6           | 4           |
| 6    | Simone Lang        | Allemagne  | 8.5    | 5           | 6           |
| 7    | Krisztina Czakó    | Hongrie    | 11.0   | 8           | 7           |
| 8    | Anna Rechnio       | Pologne    | 12.5   | 9           | 8           |
| 9    | Ludmila Ivanova    | Ukraine    | 12.5   | 7           | 9           |
| 10   | Nathalie Krieg     | Suisse     | 15.0   | 10          | 10          |

### Couples
| Rang | Nom                                      | Pays               | Points | Prog. court | Prog. libre |
| ---- | ---------------------------------------- | ------------------ | ------ | ----------- | ----------- |
| 1    | Marina Eltsova / Andrei Bushkov          | Russie             | 1.5    | 1           | 1           |
| 2    | Elena Berejnaïa / Oleg Shliakhov         | Lettonie           | 3.5    | 3           | 2           |
| 3    | Mandy Wötzel / Ingo Steuer               | Allemagne          | 4.0    | 2           | 3           |
| 4    | Radka Kovaříková / René Novotný          | République tchèque | 6.0    | 4           | 4           |
| 5    | Kyoko Ina / Jason Dungjen                | États-Unis         | 8.0    | 6           | 5           |
| 6    | Sarah Abitbol / Stéphane Bernadis        | France             | 8.5    | 5           | 6           |
| 7    | Émilie Gras / Frédéric Lipka             | France             | 10.5   | 7           | 7           |
| 8    | Caroline Haddad / Jean-Sébastien Fecteau | Canada             | 12.0   | 8           | 8           |

### Danse sur glace
| Rang    | Nom                                      | Pays               | Points | Danse imposée | Danse originale | Danse libre |
| ------- | ---------------------------------------- | ------------------ | ------ | ------------- | --------------- | ----------- |
| 1       | Marina Anissina / Gwendal Peizerat       | France             | 2.0    | 1             | 1               | 1           |
| 2       | Elizabeth Punsalan / Jerod Swallow       | États-Unis         | 4.0    | 2             | 2               | 2           |
| 3       | Kateřina Mrázová / Martin Šimeček        | République tchèque | 6.0    | 3             | 3               | 3           |
| 4       | Margarita Drobiazko / Povilas Vanagas    | Lituanie           | 8.0    | 4             | 4               | 4           |
| 5       | Barbara Piton / Alexandre Piton          | France             | 10.4   | 6             | 5               | 5           |
| 6       | Agnieszka Domańska / Marcin Głowacki     | Pologne            | 12.6   | 5             | 6               | 7           |
| 7       | Agnès Jacquemard / Alexis Gayet          | France             | 13.4   | 8             | 7               | 6           |
| 8       | Marie-France Dubreuil / Tomas Morbacher  | Canada             | 17.0   | 9             | 9               | 8           |
| 9       | Clair Wileman / Andrew Place             | Royaume-Uni        | 19.0   | 10            | 10              | 9           |
| 10      | Svetlana Chernikova / Alexander Sosnenko | Ukraine            | 21.0   | 11            | 11              | 10          |
| 11      | Enikő Berkes / Szilárd Tóth              | Hongrie            | 23.0   | 12            | 12              | 11          |
| Abandon | Diane Gerencser / Alexander Stanislavov  | Suisse             |        | 7             | 8               |             |

## Source
- Patinage Magazine N°45 (Décembre 1994-Janvier/Février 1995)